# Tetragonia
Tetragonia ist eine Pflanzengattung aus der Familie der Mittagsblumengewächse (Aizoaceae). Der botanische Name der Gattung leitet sich von den griechischen Worten „τέτρα“ (tetra) für vier und „γόνος“ (gonos) für Fortpflanzung ab und verweist auf die vierwinkligen oder vierflügeligen Früchte vieler Arten.

## Beschreibung
Die Arten der Gattung Tetragonia sind einjährige bis ausdauernde Pflanzen mit krautigen oder holzigen Zweigen. Ihre Internodien sind im Jugendstadium in unterschiedlichen Ausmaß meist mit Papillen bedeckt. Die Laubblätter sind an der Basis oft gegenständig, meistens jedoch wechselständig angeordnet. Der Blattstiel ist kurz bis lang, die Blattspreite eiförmig bis fast linealisch und die Blattspitze oft abgestumpft. Die Epidermis hat verschiedengeformte Papillen.
Die einzelnen Blüten bilden kleine bis größere Zymen oder gut ausgeprägte verlängerte Zymen, wobei jede Einzelblüte ein Hochblatt trägt. Dieser Blütenstand wirkt dann oft traubig. Die Zymen sitzen oft an einem Blütenstandsstiel aus dem ein bis mehrere Blütenstiele büschelförmig erscheinen. Das Perigon ist meist vierzipflig, der Fruchtknoten unterständig. Staubblätter sind meist doppelt so viele wie Perigonzipfel vorhanden.
Die Früchte sind geflügelte, gezahnte oder höckerige, holzige Nüsse mit mehreren Kammern, in denen die birnenförmigen Samen übereinanderliegen.

## Systematik und Verbreitung
Die Gattung Tetragonia ist weltweit in tropischen Gebieten verbreitet. Auf der Südhalbkugel kommt sie auch in trockeneren Gebieten vor. Viele Arten wachsen in Meeresnähe im Sand, einige in felsigen Gelände.
Die wissenschaftliche Erstbeschreibung wurde 1753 von Carl von Linné in Species Plantarum veröffentlicht. Der Holotypus ist Tetragonia fruticosa. Die Gattung wurde in der Vergangenheit mehrfach in Untergattungen, Sektionen und Serien unterteilt, so 1803 von  Adrian Hardy Haworth, 1828 von Heinrich Gottlieb Ludwig Reichenbach und 1955 von Robert Stephen Adamson (1885–1965).

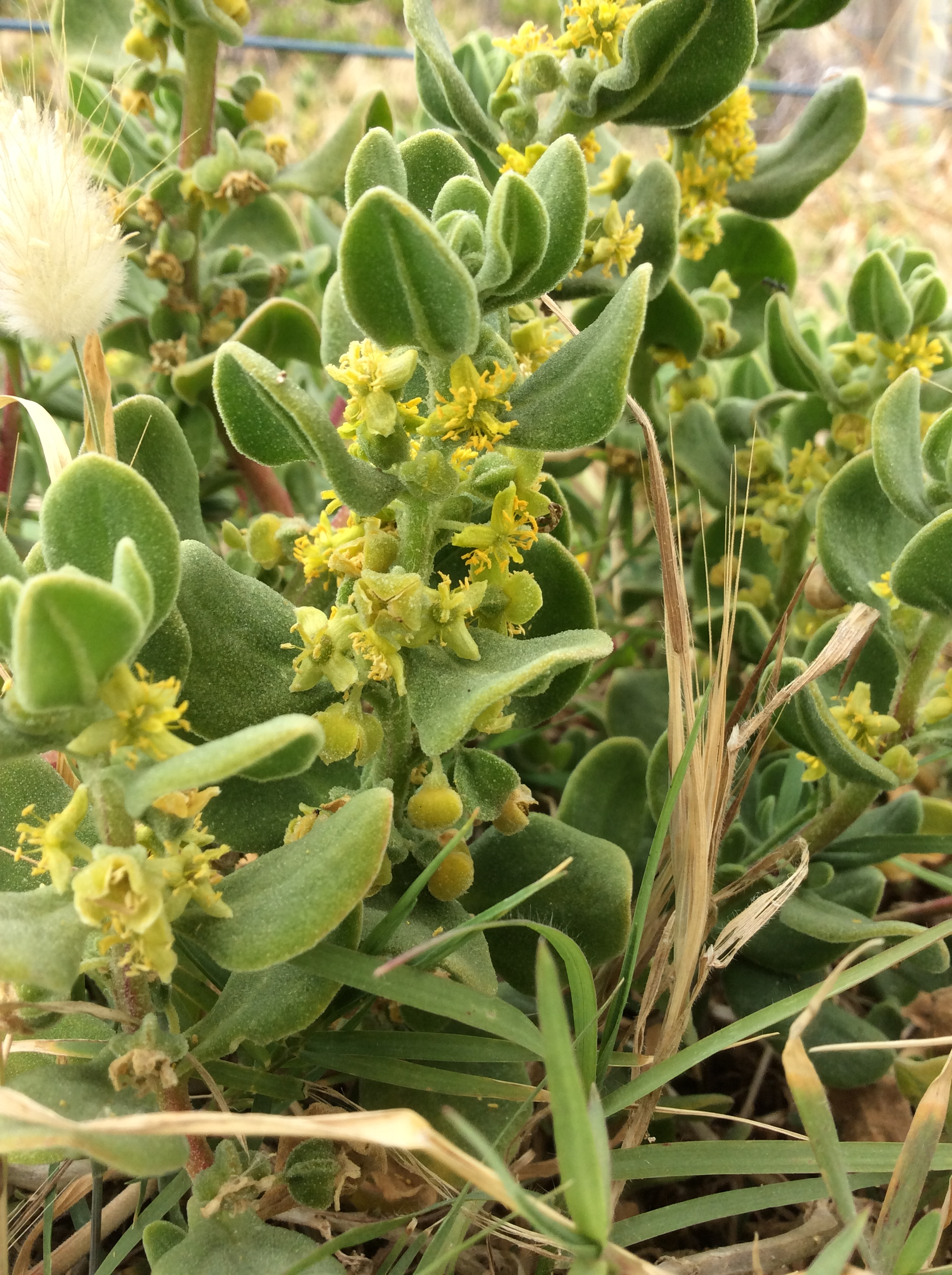
Tetragonia decumbens

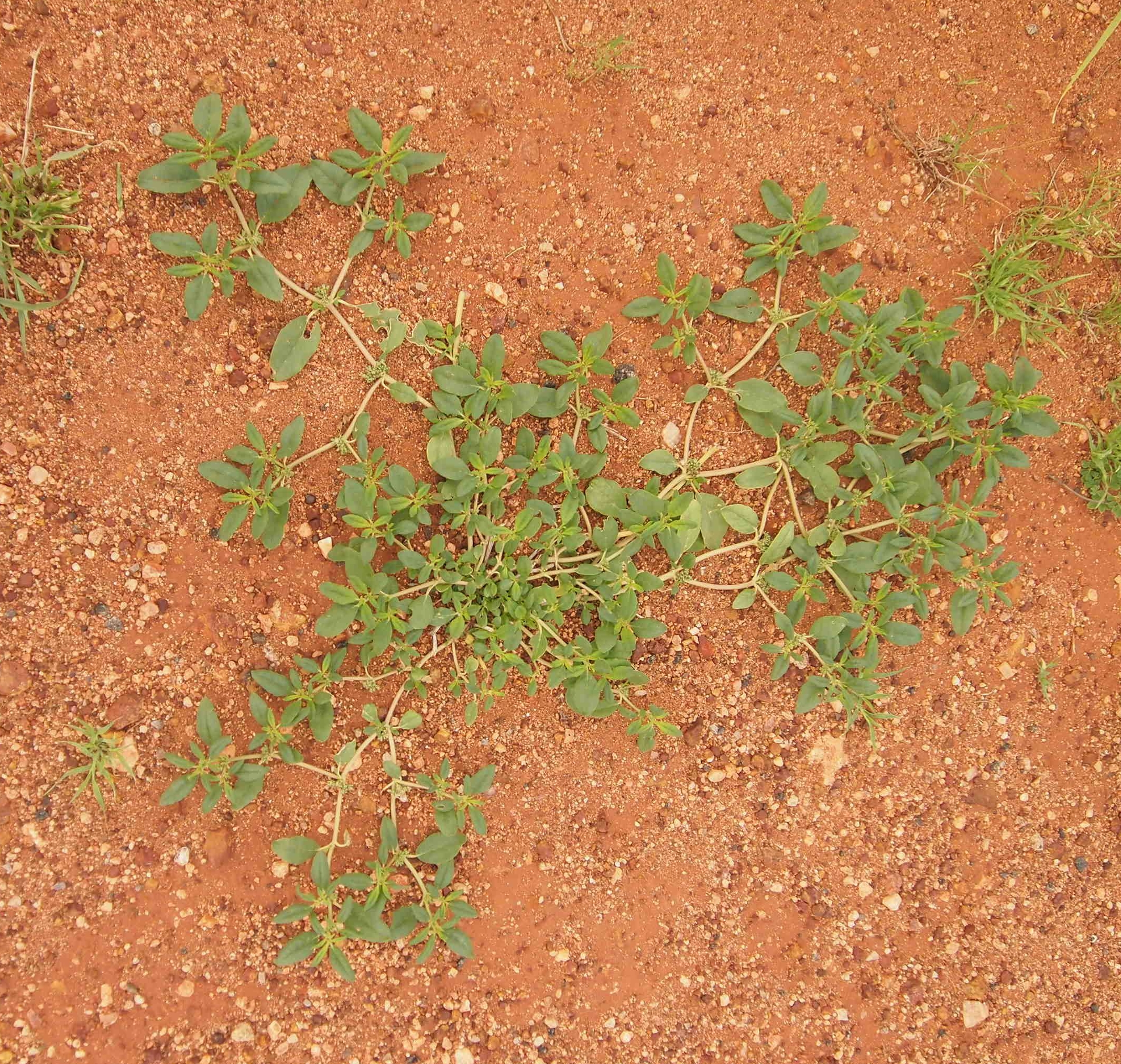
Tetragonia eremaea

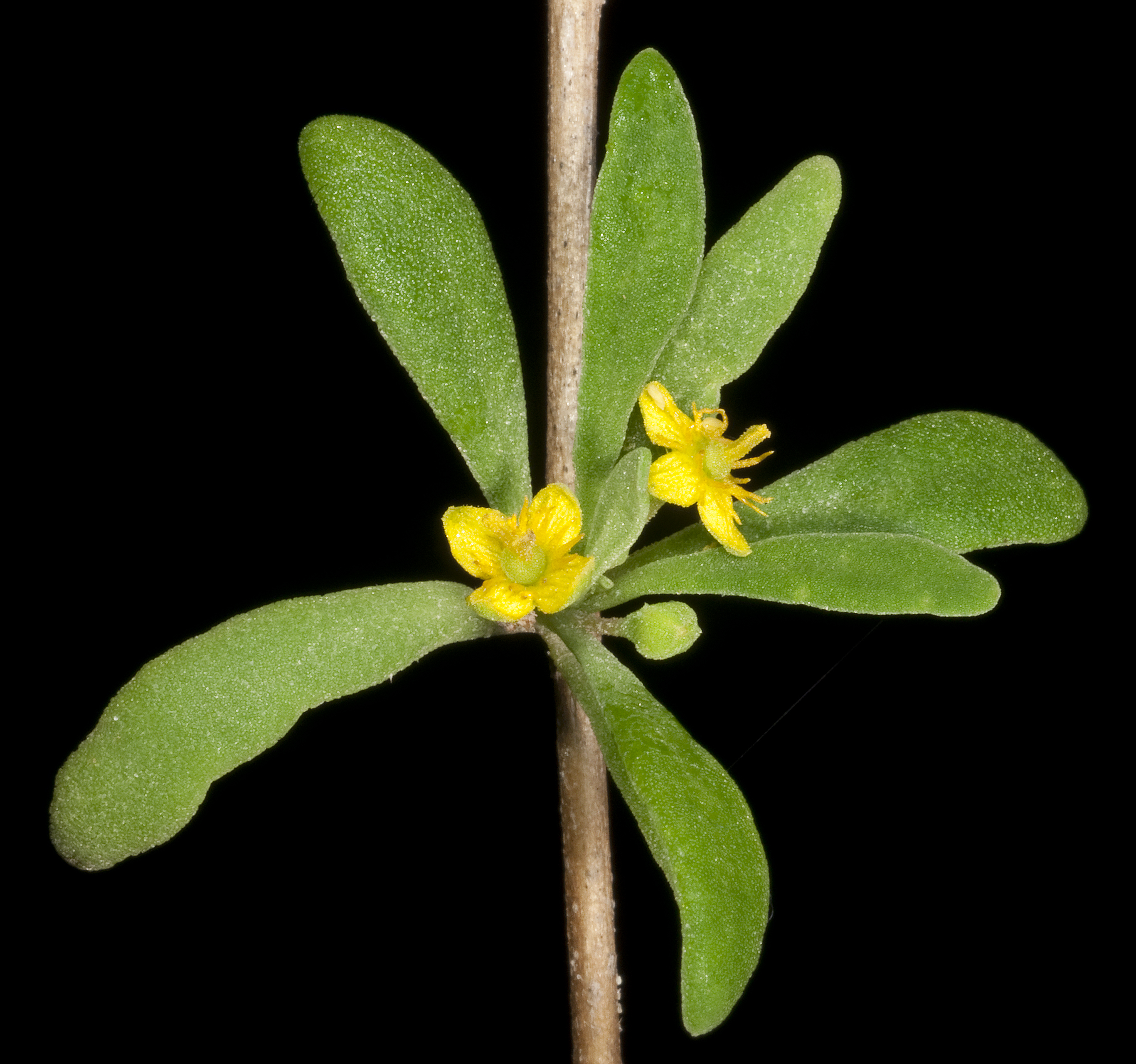
Tetragonia implexicoma

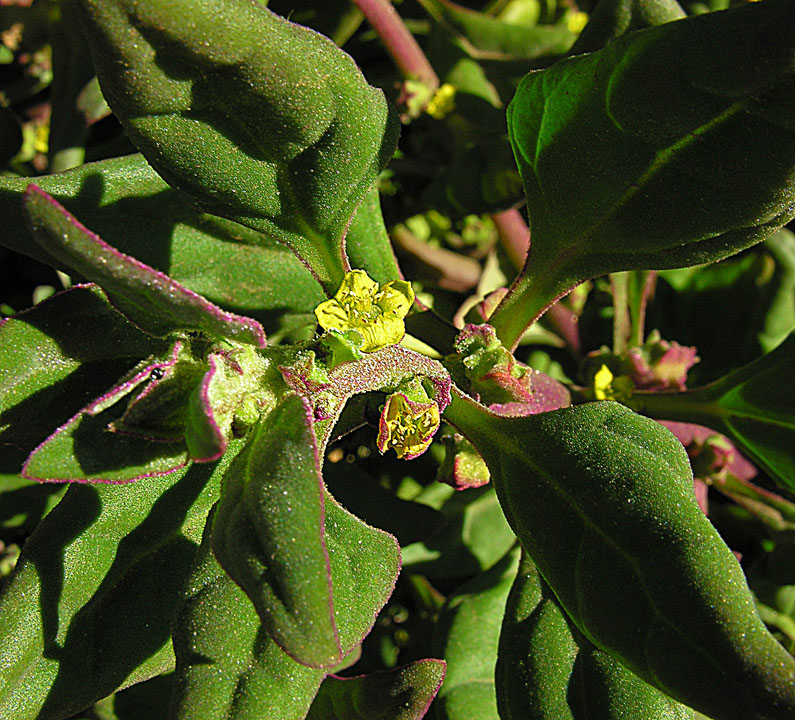
Tetragonia ovata

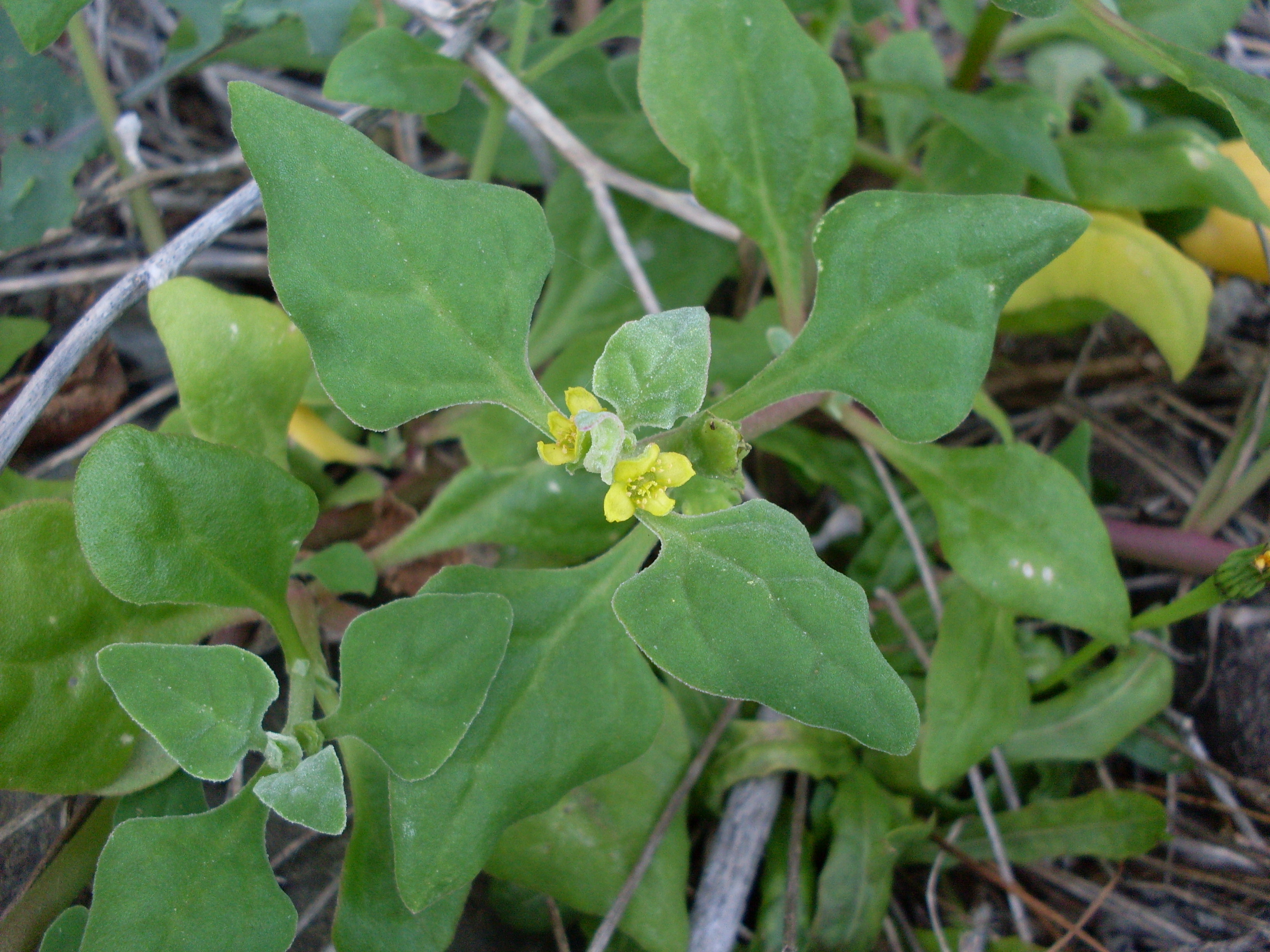
Neuseeländer Spinat (Tetragonia tetragonoides)

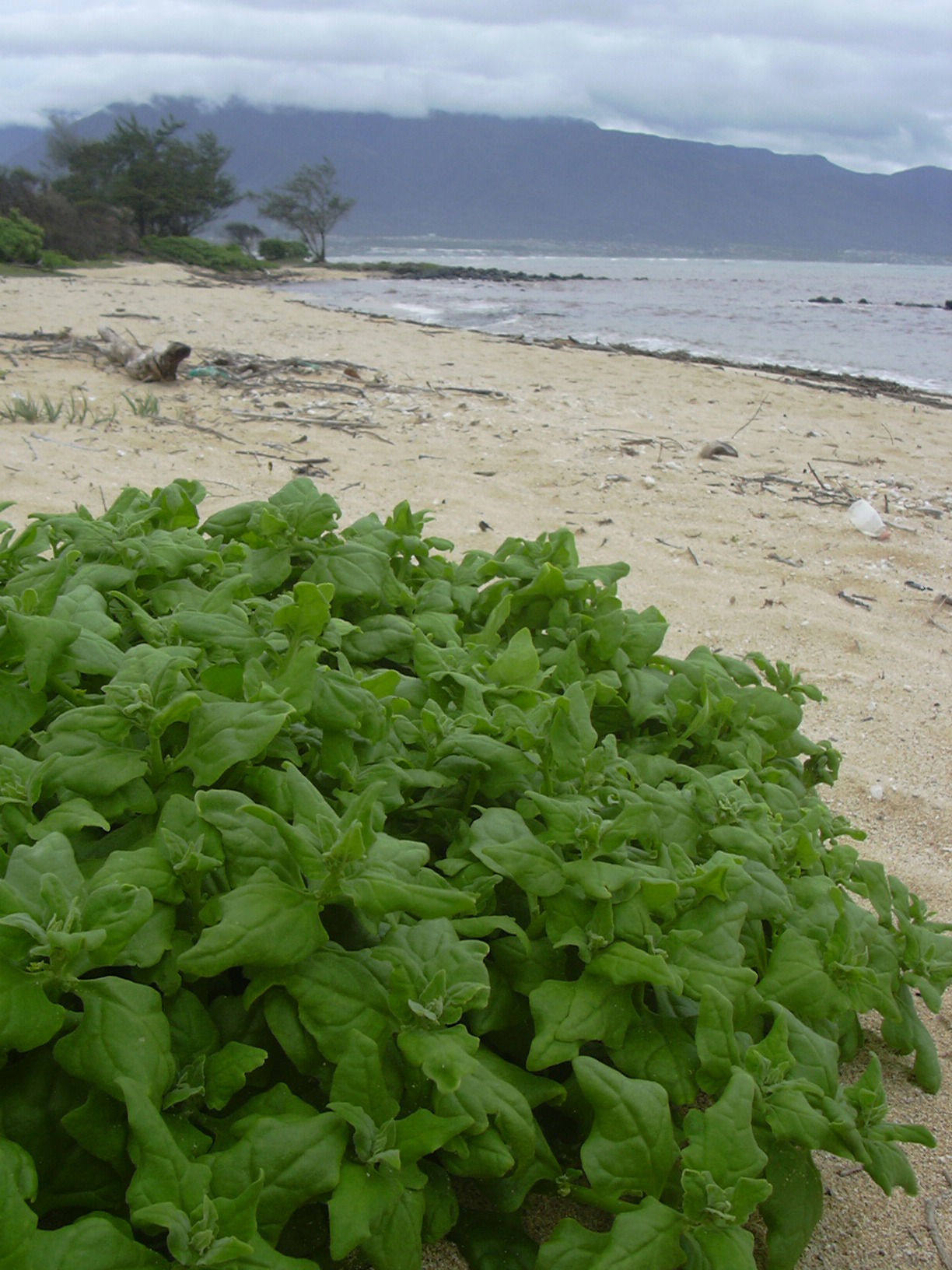
Habitat mit Neuseeländer Spinat (Tetragonia tetragonoides) auf Maui (Hawaii)

Nach Heidrun Hartmann (2017) umfasst die Gattung Tetragonia folgende Arten:
- Tetragonia acanthocarpa Adamson
- Tetragonia angustifolia Barnéoud
- Tetragonia arbuscula Fenzl
- Tetragonia arbusculoides Engl.
- Tetragonia borealis Batt. & Trab.
- Tetragonia caesia Adamson
- Tetragonia calycina Fenzl
- Tetragonia chenopodioides Eckl. & Zeyh.
- Tetragonia copiapina Phil.
- Tetragonia coronata Rye & Trudgen
- Tetragonia cristata A.M.Prescott
- Tetragonia crystallina L'Hér.
- Tetragonia decumbens Mill.
- Tetragonia diptera F.Muell.
- Tetragonia distorta Fenzl
- Tetragonia echinata Aiton
- Tetragonia erecta Adamson
- Tetragonia eremaea Ostenf.
- Tetragonia espinosae Muñoz
- Tetragonia fruticosa L.
- Tetragonia galenioides Fenzl
- Tetragonia glauca Fenzl
- Tetragonia halimoides Fenzl
- Tetragonia haworthii Fenzl
- Tetragonia herbacea L.
- Tetragonia hirsuta L.f.
- Tetragonia implexicoma (Miq.) Hook.f.
- Tetragonia lanceolata Burm.f.
- Tetragonia lasiantha Adamson
- Tetragonia macrocarpa Phil.
- Tetragonia macroptera Pax
- Tetragonia maritima Barnéoud
- Tetragonia microcarpa Phil.
- Tetragonia microptera Fenzl
- Tetragonia namaquensis Schltr.
- Tetragonia nigrescens Eckl. & Zeyh.
- Tetragonia ovata Phil.
- Tetragonia pedunculata Phil.
- Tetragonia pillansii Adamson
- Tetragonia portulacoides Fenzl
- Tetragonia purpurea Otto ex Sweet
- Tetragonia pusilla Phil.
- Tetragonia rangeana Engl.
- Tetragonia reduplicata Welw. ex Oliv.
- Tetragonia robusta Fenzl
- Tetragonia rosea Schltr.
- Tetragonia saligna Fenzl
- Tetragonia sarcophylla Fenzl
- Tetragonia schenckii Schinz
- Tetragonia sphaerocarpa Adamson
- Tetragonia spicata L.f.
- Tetragonia tetragonoides (Pall.) Kuntze
- Tetragonia verrucosa Fenzl
- Tetragonia vestita I.M.Johnst.
- Tetragonia virgata Schltr.

Cornelia Klak und Mitarbeiter untergliederten 2017 die Gattung in vier Untergattungen:
- Untergattung Tetragonia
  - Tetragonia acanthocarpa Adamson
  - Tetragonia arbuscula Fenzl
  - Tetragonia arbusculoides Engl.
  - Tetragonia caesia Adamson
  - Tetragonia calycina Fenzl
  - Tetragonia chenopodioides Eckl. & Zeyh.
  - Tetragonia decumbens Mill.
  - Tetragonia distorta Fenzl
  - Tetragonia echinata Aiton
  - Tetragonia erecta Adamson
  - Tetragonia fruticosa L.
  - Tetragonia galenioides Fenzl
  - Tetragonia glauca Fenzl
  - Tetragonia halimoides Fenzl
  - Tetragonia haworthii Fenzl
  - Tetragonia herbacea L.
  - Tetragonia hirsuta L.f.
  - Tetragonia lasiantha Adamson
  - Tetragonia macrocarpa Phil.
  - Tetragonia microptera Fenzl
  - Tetragonia namaquensis Schltr.
  - Tetragonia nigrescens Eckl. & Zeyh.
  - Tetragonia pillansii Adamson
  - Tetragonia portulacoides Fenzl
  - Tetragonia rangeana Engl.
  - Tetragonia reduplicata Welw. ex Oliv.
  - Tetragonia robusta Fenzl
  - Tetragonia rosea Schltr.
  - Tetragonia saligna Fenzl
  - Tetragonia sarcophylla Fenzl
  - Tetragonia sphaerocarpa Adamson
  - Tetragonia spicata L.f.
  - Tetragonia verrucosa Fenzl
  - Tetragonia virgata Schltr.
- Untergattung Tetragonella (Miq.) Klak
  - Tetragonia implexicoma (Miq.) Hook.f.
- Untergattung Tetragonoides DC.
  - Tetragonia coronata Rye & Trudgen
  - Tetragonia cristata A.M.Prescott
  - Tetragonia diptera F.Muell.
  - Tetragonia eremaea Ostenf.
  - Tetragonia tetragonoides (Pall.) Kuntze
- Untergattung Americanae Klak
  - Tetragonia angustifolia Barnéoud
  - Tetragonia crystallina L’Hér.
  - Tetragonia copiapina Phil.
  - Tetragonia espinosae Muñoz
  - Tetragonia macrocarpa Phil.
  - Tetragonia maritima Barnéoud
  - Tetragonia microcarpa Phil.
  - Tetragonia ovata Phil.
  - Tetragonia pedunculata Phil.
  - Tetragonia vestita I.M.Johnst.

## Nachweise

## Weiterführende Literatur
- R. S. Adamson: The South African species of Aizoaceae. II. Tetragonia. In: Journal of South African Botany. Band 21, 1955, S. 109–149.
- A. Prescott: Tetragonia. In: Flora of Australia. Band 4, S. 37–42.
- Charlotte M. Taylor: Revision of Tetragonia (Aizoaceae) in South America. In: Systematic Botany. Band 19, Nummer 4, 1994, S. 575–589, JSTOR:2419778.
- Mats Thulin: Notes on Tetragonia (Aizoaceae-Tetragonioideae) in Somalia. In: Nordic Journal of Botany. Band 13, Nummer 2, 1993, S. 165–167, DOI:10.1111/j.1756-1051.1993.tb00029.x.